# Cristian Espinoza
Cristian Omar Espinoza (Buenos Aires, 3 de abril de 1995) é um futebolista profissional argentino que atua como ponta direita, atualmente defende o San José Earthquakes.

## Carreira
Cristian Espinoza fez parte do elenco da Seleção Argentina de Futebol nas Olimpíadas de 2016.

## Títulos
Boca Juniors
- Primera División Argentina: 2017–18